# Мэттис, Сэм
Самьюэл Харрисон Мэттис (англ. Samuel Harrison Mattis; род. 19 марта 1994, Нью-Йорк, Нью-Йорк) — американский легкоатлет, специалист по метанию диска. Выступает за сборную США по лёгкой атлетике с 2016 года, победитель национального чемпионата Соединённых Штатов, финалист летних Олимпийских игр в Токио.

## Биография
Сэм Мэттис родился 19 марта 1994 года в Манхэттене, Нью-Йорк. Происходит из спортивной семьи, его отец Марлон в 1985 году являлся капитаном легкоатлетической команды Колледжа Вильгельма и Марии, добился определённых успехов в метании молота и бросании тяжестей.
Детство провёл в Ист-Брансуике, штат Нью-Джерси, учился в местной старшей школе, где и начал серьёзно заниматься лёгкой атлетикой.
Продолжил спортивную карьеру в Пенсильванском университете, состоял в университетской легкоатлетической команде «Пенн Квакерс», в составе которой регулярно принимал участие в различных студенческих соревнованиях. В частности, четыре раза побеждал в метании диска на чемпионатах Лиги плюща, успешно выступал в первом дивизионе чемпионата Национальной ассоциации студенческого спорта (NCAA): в 2014 году занял пятое место, в 2015 году превзошёл всех соперников и завоевал золотую медаль, в 2016 году стал серебряным призёром позади британца Николаса Перси. На университетском турнире в Филадельфии установил свой личный рекорд — 67,45 метра.
Окончил Уортонскую школу бизнеса при университете, получив степень бакалавра в области финансов и оперативного управления.
На чемпионате США 2018 года в Де-Мойне с результатом 66,32 выиграл бронзовую медаль в метании диска.
В 2019 году одержал победу на чемпионате США в Де-Мойне (66,69), занял 11-е место на чемпионате мира в Дохе (63,42).
В 2021 году с результатом 62,51 стал третьим на национальном олимпийском квалификационном турнире в Юджине и тем самым удостоился права защищать честь страны на летних Олимпийских играх в Токио. На Играх в финале метания диска показал результат 63,88 метра, расположившись в итоговом протоколе соревнований на восьмой строке.